# AT Microscopii
AT Microscopii é um sistema binário de estrelas localizado a uma distância de 35 anos-luz (11 parsecs) do Sol, na constelação de Microscopium. Ambos os membros são estrelas eruptivas, o que significa que são estrelas anãs vermelhas que passam por erupções randômicas que aumentam o seu brilho. Este par se localiza fisicamente próximo à anã vermelha AU Microscopii, o que pode indicar que elas formam um sistema triplo de estrelas.

## História observacional
Em 1926, o astrônomo holandês-americano Willem Jacob Luyten reportou que as raias espectrais desta estrela sofriam variações. Uma placa fotográfica tirada em 23 de junho de 1895 mostrava raias brilhantes de hidrogênio que eram muito mais fracas em uma placa tirada em 28 de junho de 1895. Uma fotografia tirada em 1º de julho de 1903 não mostrava essas raias. A variação total no brilho da estrela era pequena, não excedendo 0,5 magnitude. Luyten observou que a estrela tinha um grande movimento próprio, mudando sua posição em 0,43 segundo de arco entre 1899 e 1923.
Em 1927, descobriu-se que o objeto era um par de estrelas com uma separação angular de 2,95 segundos de arco. Ambas mostravam ser anãs do tipo Me, indicando serem anãs vermelhas com raias de emissão em seu espectro. Este foi o primeiro par de anãs Me similares a ser descoberto. As primeiras medições de paralaxe do par mostraram um desvio anual de cerca de 0,1 segundo de arco, enquanto sua velocidade radial foi medida em +5 km/s, afastando-se do Sol. Uma estrela próxima, HD 197981, mais tarde nomeada AU Microscopii, mostrou ter uma velocidade radial similar de +10 km/s. Por esta razão, foi sugerido que as três estrelas estão fisicamente associadas.
A partir da descoberta em 1949 de que certos tipos de estrelas variáveis se caracterizam por rápidas, mas breves mudanças de brilho, acompanhadas por raias de emissão em seu espectro, em 1954 HD 196982 A e B foram relacionadas como suspeitas de serem estrelas eruptivas pelo físico checo Zdeněk Švestka.
Com a introdução de instrumentos fotométricos na astronomia, a variabilidade das estrelas podia agora ser monitorada em intervalos de tempo. Medições das HD 196982 durante 1969 mostraram que ambas eram as mais ativas estrelas eruptivas conhecidas naquela época: num período de 16,31 horas, 54 erupções foram observadas. As erupções aumentavam a magnitude combinada do par em mais de 0,05 por mais da metade deste período de observação. Em 1972, o par recebeu a designação de estrela variável AT Microscopii.

## Propriedades
Medições da posição do par, feitas com a sonda Hipparcos, mostraram um desvio anual de paralaxe de 0,0935 segundo de arco, equivalente à distância de cerca de 35 anos-luz (11 pc) do Sol. É um sistema de estrelas binárias com separação angular de 4,0 segundos de arco. Ambos os membros são anãs vermelhas pré-sequência principal e estão entre as mais jovens do tipo na vizinhança do Sol. A componente A tem aproximadamente 27% da massa do Sol e 3,6% da luminosidade, enquanto a componente B tem 25% da massa e 3,3% da luminosidade.
Ambos os membros deste sistema possuem coroas ativas, mostram variações de luminosidade do tipo BY Draconis e são emissores de raios-X. A taxa média de erupções do par é de 2,8 por hora. O seu espectro de raios-X é consistente com uma densidade de plasma de cerca de 3 × 1010 cm−3 e uma potência de campo magnético de pelo menos 100 G nas regiões de erupção. As estrelas não mostram nenhuma indicação de lítio em seu espectro, tendo consumido este elemento por meio de fusão nuclear nos seus núcleos.
Este sistema binário está localizado nas proximidades da estrela jovem AU Microscopii, com uma separação projetada (a separação física mínima entre dois objetos astronômicos, definida pela sua separação angular) de 46 400 ± 500 unidades astronômicas. Isto indica que os três podem formar um amplo sistema triplo hierárquico, com o par AT Microscopii orbitando AU Microscopii com um período de 10 milhões de anos. As três estrelas são candidatas a membros do grupo movente Beta Pictoris, uma das mais próximas associações de estrelas que têm movimento comum através do espaço. Este grupo está em média a uma distância de cerca de 100 anos-luz (31 pc) da Terra, mas está espalhado em um volume de aproximadamente 100 anos-luz de diâmetro. As estimativas para a idade deste grupo variam entre 10 e 21 milhões de anos.